# Carl von Linné
|  | Per a altres significats, vegeu «Carl von Linné el jove». |

Aquest autor és citat en taxonomia animal amb el nom «Linnaeus».

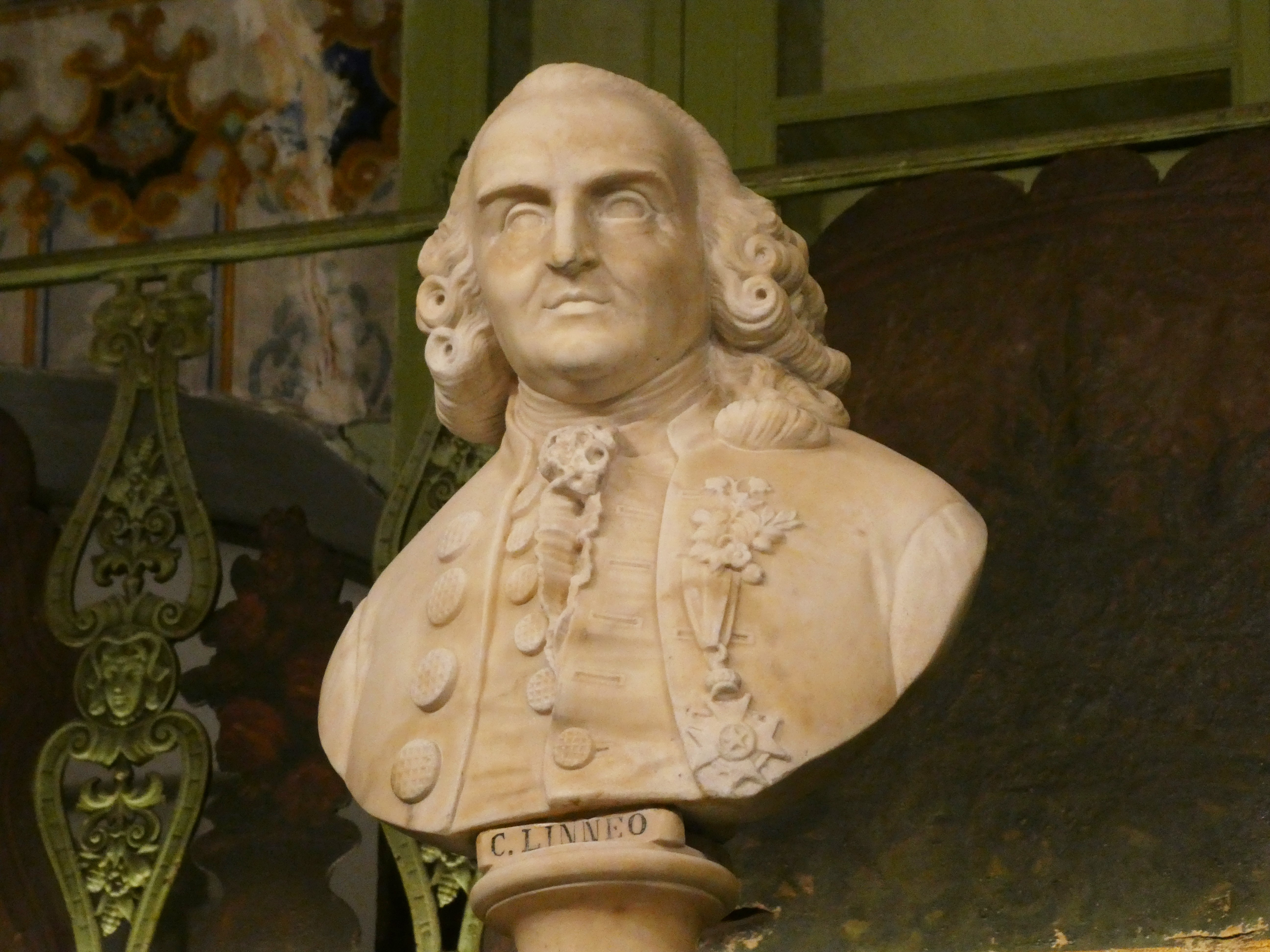
Escultura de C. Linneo, a l'Herboristeria del Rei, a Barcelona.

Carl Nilsson o Carl Linnaeus, llatinitzat com a Carolus Linnaeus i també conegut després del seu ennobliment com a Carl von Linné (Råshult, Småland, Suècia, 23 de maig del 1707-Uppsala, Suècia, 10 de gener de 1778 als 71 anys), fou un botànic, científic, metge i zoòleg suec que establí els fonaments del sistema modern de la nomenclatura binomial. És considerat el pare de la taxonomia moderna i conegut com un dels pares de l'ecologia moderna.
Linné nasqué a la regió rural de Småland, al sud de Suècia. Cursà gran part dels estudis superiors a la Universitat d'Uppsala i, cap al 1730, començà a impartir conferències sobre botànica. Visqué a l'estranger entre el 1735 i el 1738, i a Holanda estudià i publicà una primera edició del seu Systema Naturae; en tornar a Suècia, es convertí en professor de botànica a Uppsala. Durant la dècada del 1740, dugué a terme diverses expedicions a través de Suècia per trobar i classificar plantes i animals. A les dècades del 1750 i del 1760, continuà recollint i classificant animals, plantes i minerals, i publicà diversos volums sobre el tema.
Com tots els científics contemporanis d'ell, Linné va ser creacionista. Tot i així, va introduir els criteris de classificació dels éssers vius que avui són universals, sense per això establir relacions evolutives entre les diverses espècies.
Al moment de la seva mort, era reconegut com un dels científics més importants de tot Europa. El filòsof suís Jean-Jacques Rousseau li envià el missatge: «Digueu-li que no conec cap home més gran sobre la faç de la Terra». L'escriptor alemany Goethe escrigué: «Amb l'excepció de Shakespeare i Spinoza, no conec ningú, entre els que ja no viuen, que m'hagi influït més intensament». L'autor suec Strindberg escrigué: «Linné era en realitat un poeta que acabà esdevenint naturalista». Entre altres reconeixements, Linné ha estat anomenat Princeps Botanicorum (‘príncep dels botànics’), «El Plini del Nord» i «El segon Adam».
El 1959, Linné fou designat lectotip d'Homo sapiens, cosa que significa que, segons les regles de nomenclatura, Homo sapiens fou definit de manera vàlida com l'espècie d'animal a la qual pertanyia Linné.

## Biografia

### Primers anys

#### Infantesa

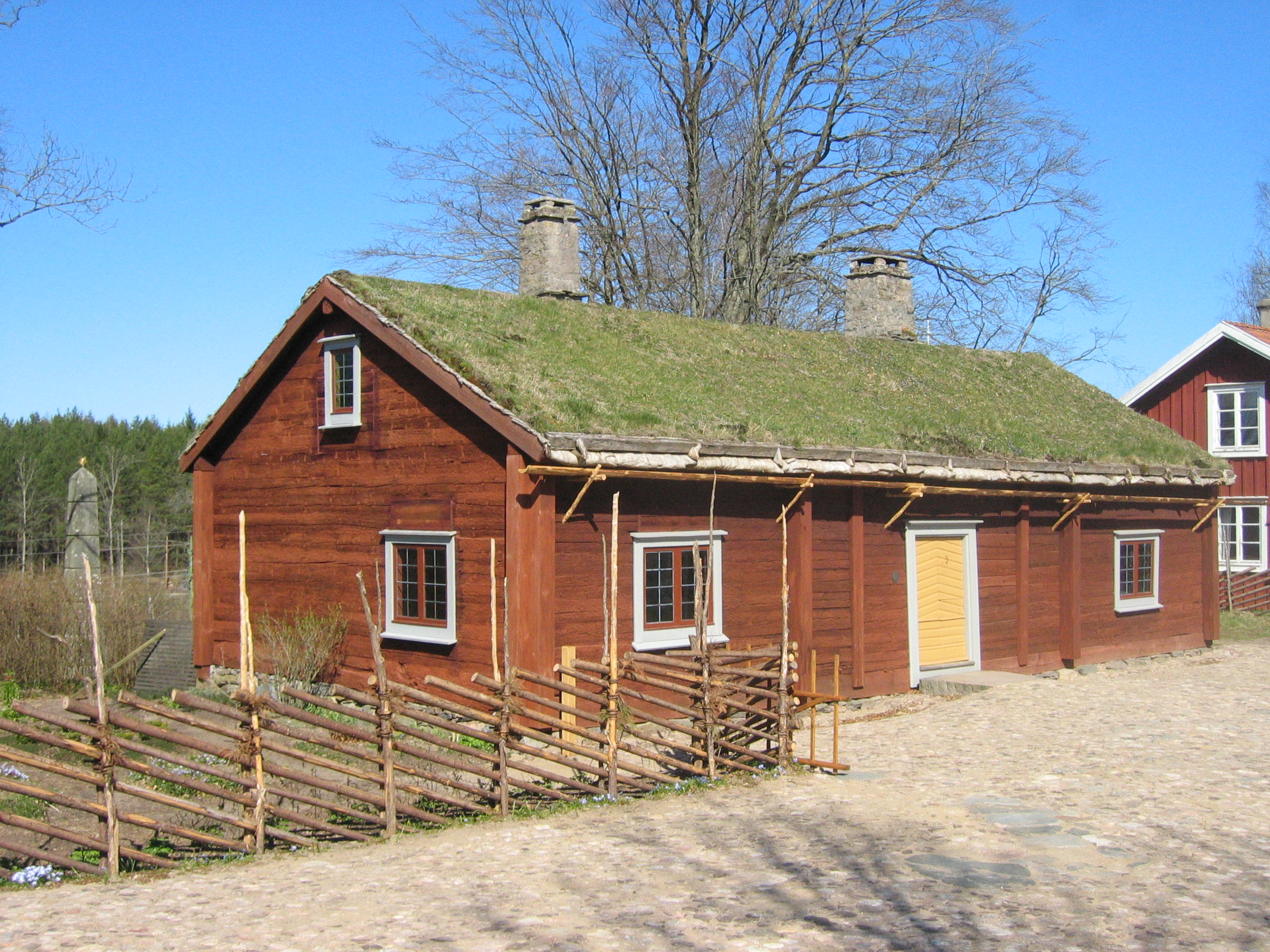
Lloc de naixement de Linné a Råshult

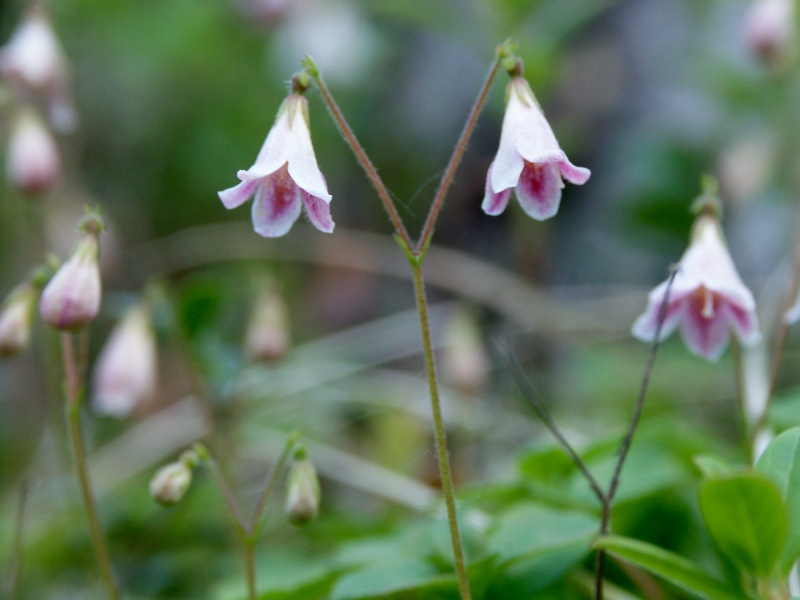
L'interès precoç de Linné per les flors es reflecteix en un treball més propi d'un adult; Linnaea borealis es convertiria en el seu emblema personal

Carl von Linné nasqué a Råshult (Småland, Suècia) el 23 de maig del 1707 com a Carl Nilsson. Era el primer fill de Nils Ingemarsson i Christina Brodersonius. Els avantpassats de Nils havien estat camperols o sacerdots des de feia moltes generacions. El seu pare era botànic aficionat, ministre luterà i capellà del petit poble de Stenbrohult, a Småland. La seva mare, Christina, era filla del rector de Stenbrohult, Samuel Brodersonius. Més tard, nasqueren tres filles i un altre fill, Samuel, que acabaria succeint el seu pare com a rector de Stenbrohult i escriuria un manual sobre apicultura. Un any després del naixement de Linné, morí el seu avi Samuel, i son pare Nils es convertí en el rector de Stenbrohult. Així doncs, Linné i els seus pares es traslladaren a la rectoria i deixaren la casa de capellà on havien viscut.
Ja als primers anys, Linné semblava mostrar interès per les plantes i en particular per les flors. Quan estava preocupat o enfadat, li donaven una flor i immediatament es calmava. Nils passava molt de temps al jardí i sovint mostrava flors a Linné, ensenyant-li'n els noms. Aviat Linné aconseguí la seva pròpia parcel·la de terra al jardí de son pare, on pogué cultivar plantes.

#### Educació bàsica
El seu pare començà a ensenyar-li ja de ben petit llatí, religió i geografia, però quan Linné tenia set anys considerà que era millor que tingués un educador. Sos pares escolliren Johan Telander, fill d'un granger local. Telander no era apreciat per Linné, que més tard escriuria en la seva autobiografia que «era més apte per a extingir el talent d'un nen que per a desenvolupar-lo». Dos anys després de començar els estudis, fou enviat a l'Institut d'Ensenyament Secundari de Växjö. Linné rarament estudiava, però sovint sortia al camp per buscar plantes. No obstant això, aconseguí arribar al darrer any de l'escola elemental el 1717, a l'edat de quinze anys. Aquest curs era impartit pel director de l'escola primària, Daniel Lannerus, interessat en la botànica. Lannerus s'adonà de l'interès de Linné per la botànica i li donà classes al seu jardí. També li presentà Johan Rothman, el metge estatal de Småland i professor de l'Institut de Växjö. Rothman, que per ser metge en aquella època també sabia de botànica, amplià l'interès de Linné per la botànica i contribuí a despertar-li interès per la medicina.
El 1724, després d'haver passat els darrers set anys a l'institut, Linné accedí a l'Institut de Växjö. S'hi estudiava principalment teologia, grec, hebreu i matemàtiques; un currículum dissenyat pels aspirants a ser futurs sacerdots. Al darrer any d'institut, el seu pare, Nils, acudí a preguntar als professors com progressaven els estudis de Linné; se sorprengué en descobrir que, segons la majoria d'ells, «Linné mai no seria un bon estudiant». Tanmateix, Rothman suggerí tot convençut que Linné podria tenir futur en medicina. Rothman s'oferí a acollir-lo a casa, a Växjö, i a ensenyar-li fisiologia i botànica. Nils, molt agraït, acceptà aquesta oferta.

### Universitat

#### Lund

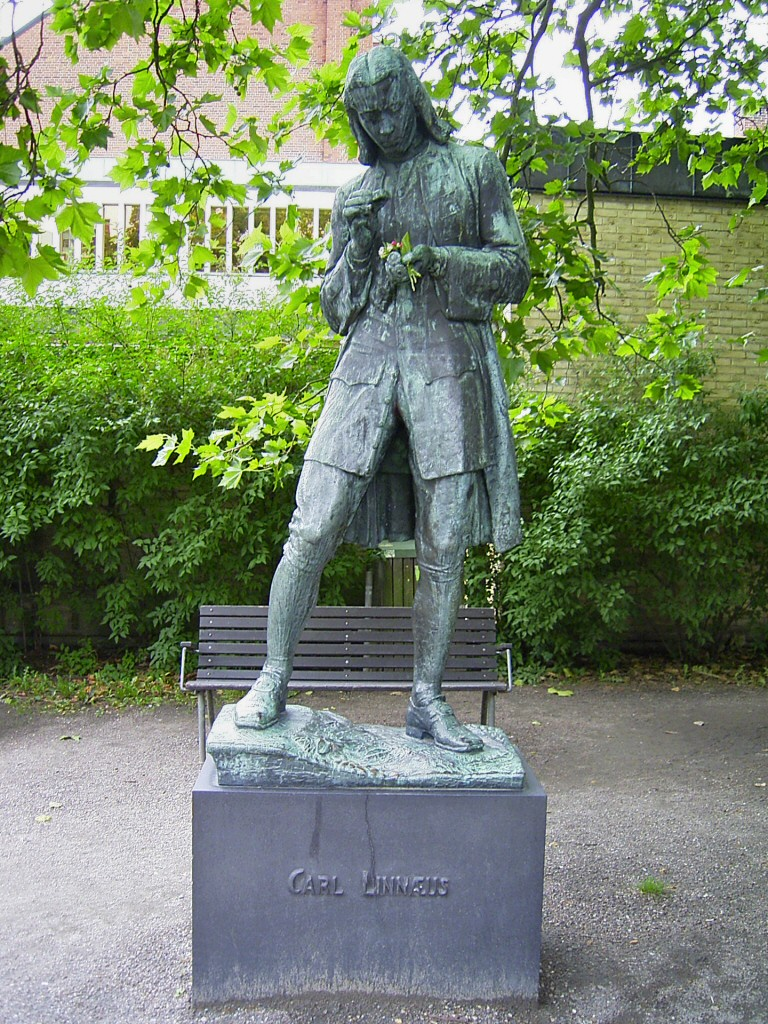
Estàtua de Linné com a universitari a Lund

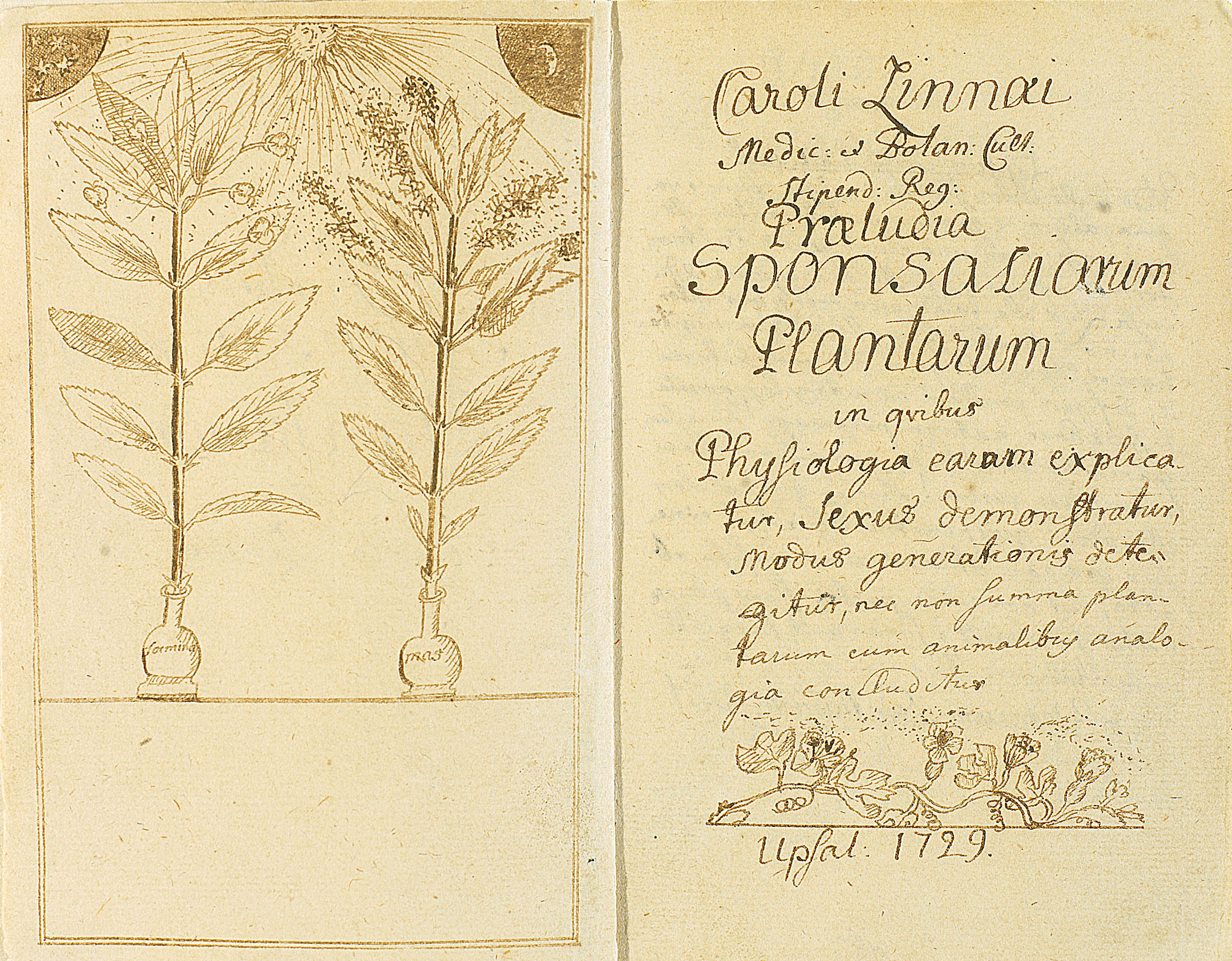
Descripció de la pol·linització en Praeludia Sponsaliorum Plantarum (1729)

Rothman educà Linné per veure que la botànica era un tema seriós i no un simple entreteniment. També l'ensenyà a classificar plantes segons el sistema de Tournefort. Linné també aprengué sobre la sexualitat de les plantes segons Sébastien Vaillant. El 1727, amb 21 anys, es matriculà a la Universitat de Lund, a Escània. Tingué com a tutor el metge de la ciutat, Kilian Stobaeus, que l'allotjà a casa seva. Allà pogué fer servir la biblioteca del metge, que tenia molts llibres sobre botànica, i assistir lliurement a les seves conferències. En el seu temps lliure, Linné explorava la flora d'Escània juntament amb estudiants que compartien els mateixos interessos.

#### Uppsala
L'agost del 1728, Linné decidí marxar a la Universitat d'Uppsala seguint el consell de Rothman, que creia que era la millor opció tant si Linné volia estudiar medicina com si escollia la botànica. Rothman feu aquesta recomanació per als dos professors que ensenyaven a la facultat mèdica d'Uppsala, Olof Rudbeck el Jove i Lars Roberg. Tant Rudbeck com Roberg havien estat sens dubte bons professors, però en aquella època ja eren grans i tenien poc d'interès per ensenyar. Rudbeck, per exemple, havia deixat de donar classes en públic i deixava que altres persones menys preparades ho fessin en lloc seu. Així doncs, les classes de botànica, zoologia, farmacologia i anatomia no eren les òptimes. A Uppsala, Linné trobà un nou benefactor, Olof Celsius. Olof era catedràtic de teologia i botànic aficionat. Olof acollí Linné a casa seva i li obrí la seva biblioteca, que era una de les biblioteques de botànica més riques de Suècia.
El 1729, Linné escrigué la tesi Praeludia Sponsaliorum Plantarum sobre la sexualitat de les plantes. Això cridà l'atenció d'Olof Rudbeck, que el maig del 1730 l'escollí per començar a impartir classes a la universitat, tot i que Linné només era estudiant de segon any. Les classes eren molt populars i Linné podia parlar per a una audiència de 300 persones. Al mes de juny, Linné es traslladà de la casa de Celsius a la de Rudbeck per fer de tutor i ensenyar als tres més joves dels seus vint-i-quatre fills. La seva amistat amb Celsius no es perdé i continuaren anant junts a expedicions botàniques. Durant aquell hivern, Linné començà a dubtar del sistema de classificació de Tournefort i decidí crear-ne un de propi. El seu pla consistia a dividir les plantes segons el nombre d'estams i pistils. Començà a escriure unes quantes anotacions que més tard es convertirien en llibres, com per exemple Genera Plantarum i Critica Botanica. També publicà el llibre Adonis Uplandicus sobre les plantes cultivades al seu jardí.
L'anterior ajudant de Rudbecks, Nils Rosén, tornà a la Universitat el març del 1731 ja llicenciat en medicina. Rosén començà a impartir classes d'anatomia i intentà apropiar-se de les de botànica de Linné, cosa que Rudbeck evità. Rosén fou el tutor de Linné en medicina fins al desembre. Al desembre, Linné tingué una "disputa" amb la dona de Rudbeck i hagué de marxar de casa seva, si bé sembla que la relació amb Rudbeck quedà indemne. Aquell Nadal, Linné tornà a Stenbrohult per visitar els seus pares per primera vegada des de feia gairebé tres anys. Els sentiments de la seva mare per ell s'havien refredat des que havia decidit no convertir-se en sacerdot, però es mostrà complaguda quan veié que estava ensenyant a la universitat.

### Expedició a Lapònia

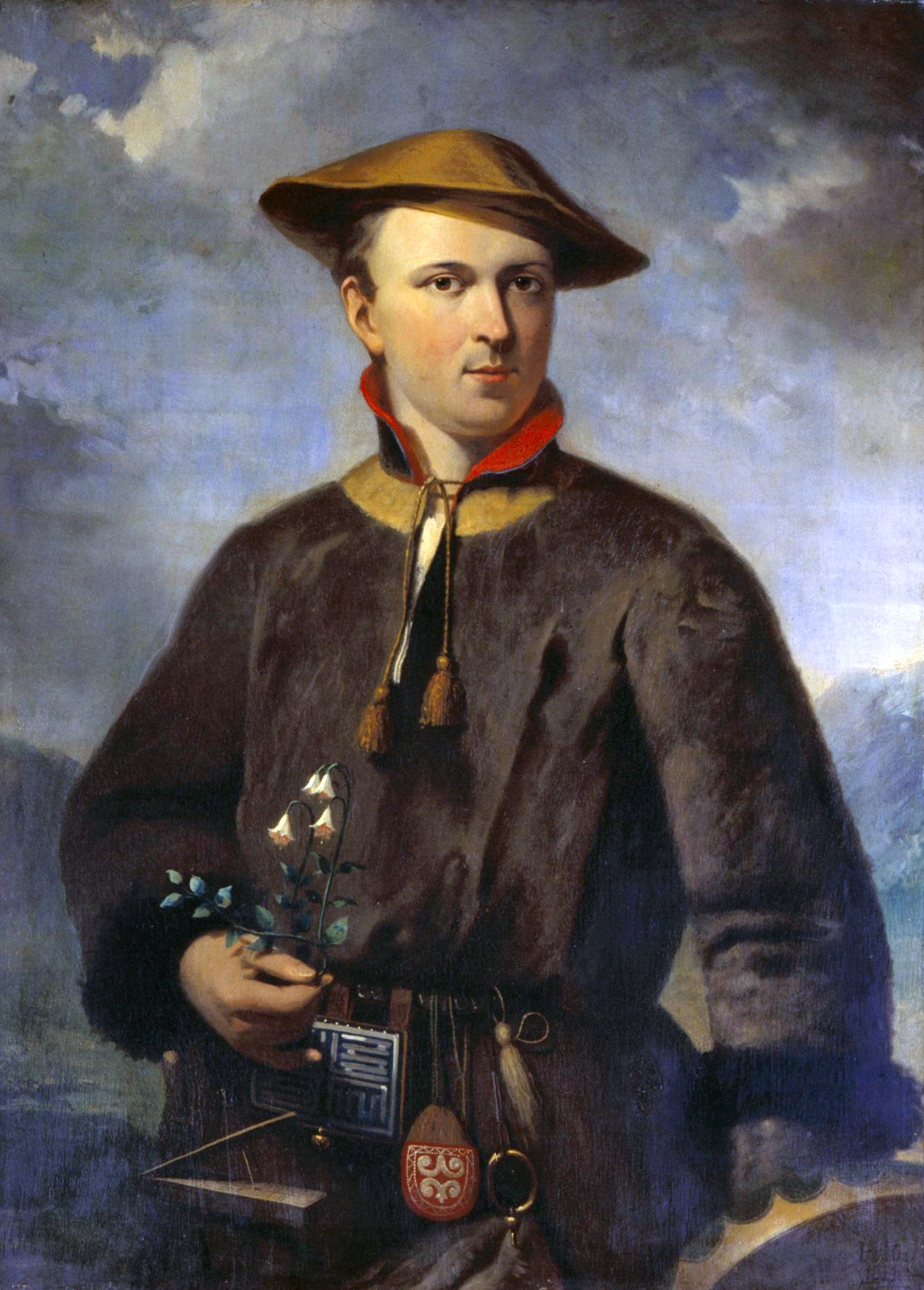
Linné amb vestit tradicional de sami de Lapònia

Durant la visita als seus pares, Linné els explicà el seu projecte de viatjar a Lapònia. Rudbeck ja ho havia fet una vegada, però els resultats en foren destruïts per un incendi l'any 1702. L'esperança de Linné era trobar noves plantes, animals i possiblement valuosos minerals. També sentia curiositat pels costums dels samis nadius, pastors de rens nòmades que deambulaven per la gran tundra escandinava. L'abril del 1732, la Reial Societat de Ciències d'Uppsala atorgà una subvenció a Linné per al seu viatge.
Linné començà el viatge el 22 de maig. Anava a peu i a cavall, portant el seu diari, manuscrits botànics i ornitològics i fulls per a prémer plantes. Trigà onze dies a arribar al seu primer objectiu, Umeå, baixant del cavall sempre que podia per examinar una flor o una roca. Estava especialment interessat en les molses i el liquen, aquest últim una part principal de l'alimentació dels rens, un animal comú a Lapònia. Després, arribà a Gävle, on trobà grans quantitats de Campanula serpyllifolia, una planta reptant perenne que es convertiria en la seva favorita i que, més tard, seria rebatejada com a Linnaea borealis.
Després de Gävle, Linné continuà el viatge cap a Lycksele, una ciutat més allunyada de la costa del que mai havia viatjat fins aleshores, examinà anàtids pel camí. Després de cinc dies arribà a la ciutat, on s'hostatjà amb el pastor i la seva muller. A començaments de juny tornà a Umeå després d'haver passat alguns dies a Lycksele, on aprengué més sobre els costums dels sami. Des d'Umeå viatjà cap al nord, a les muntanyes Escandinaves, passant per la Vella Luleå, on rebé un barret de dona sami. Creuà la frontera noruega a Sørfold, a uns 300 km de la Vella Luleå. Posteriorment viatjà a Kalix, on aprengué sobre els assajos metal·lúrgics. A mitjans de setembre, emprengué el viatge de retorn a Uppsala, travessà Finlàndia i agafà el vaixell a Åbo. Hi arribà el 10 d'octubre, cloent un viatge de sis mesos de durada i uns 2.000 quilòmetres de recorregut; havent recollit i observat una gran quantitat de plantes, ocells i roques. Tot i que Lapònia és una regió sense gaire biodiversitat, Linné fou capaç de trobar i descriure un centenar de plantes fins aleshores desconegudes. Les seves troballes serien més tard la base del llibre Flora Lapponica.
El 1734, Linné viatjà a Dalarna amb un petit grup d'estudiants. El viatge, finançat pel governador de Dalarna, tenia com a objectiu catalogar recursos naturals coneguts i descobrir-ne de nous, però també adquirir informació sobre les activitats de mineria noruegues a Røros.

### Excursions europees

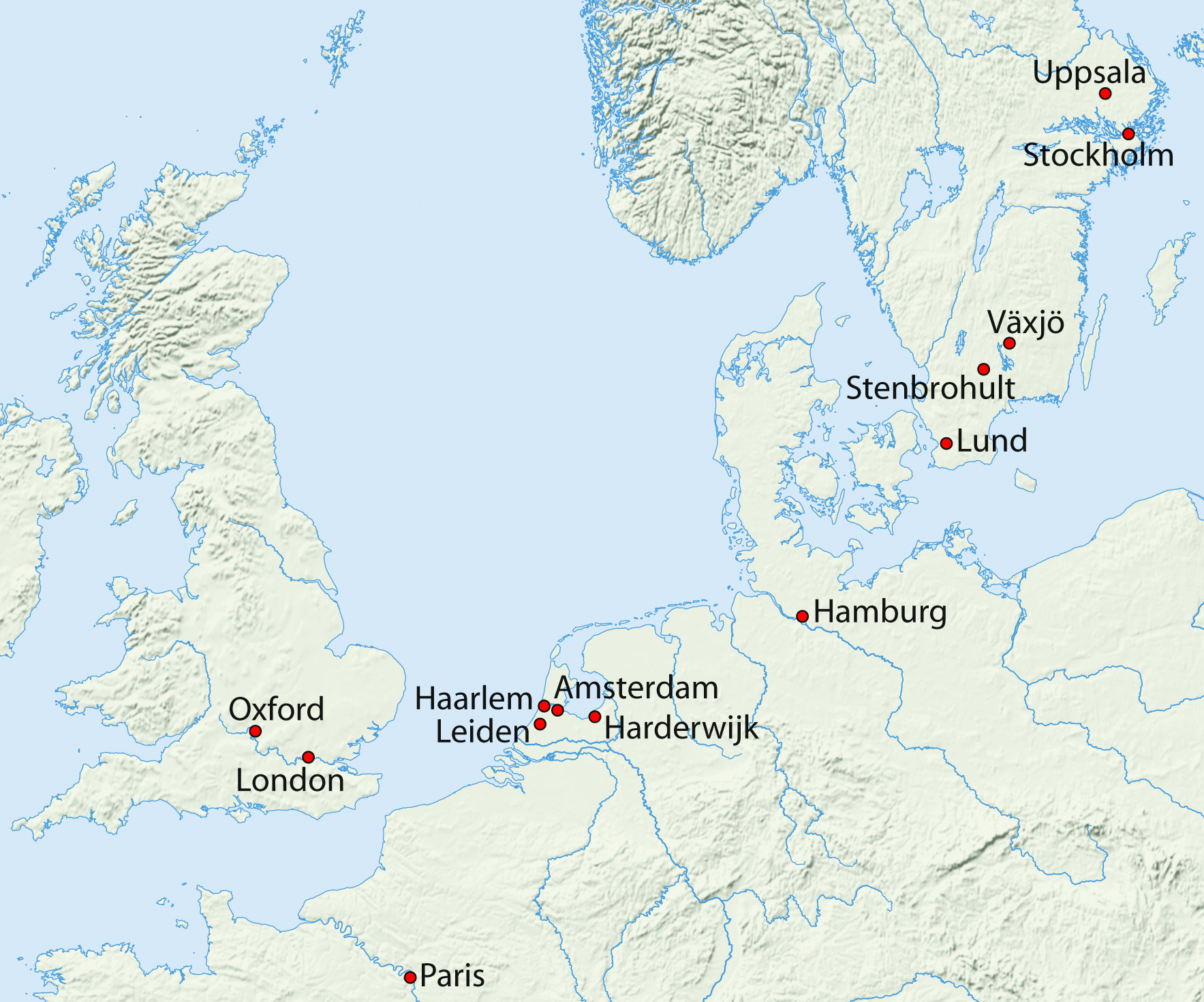
Ciutats on Linné treballà. Visità l'estranger entre 1735 i el 1738

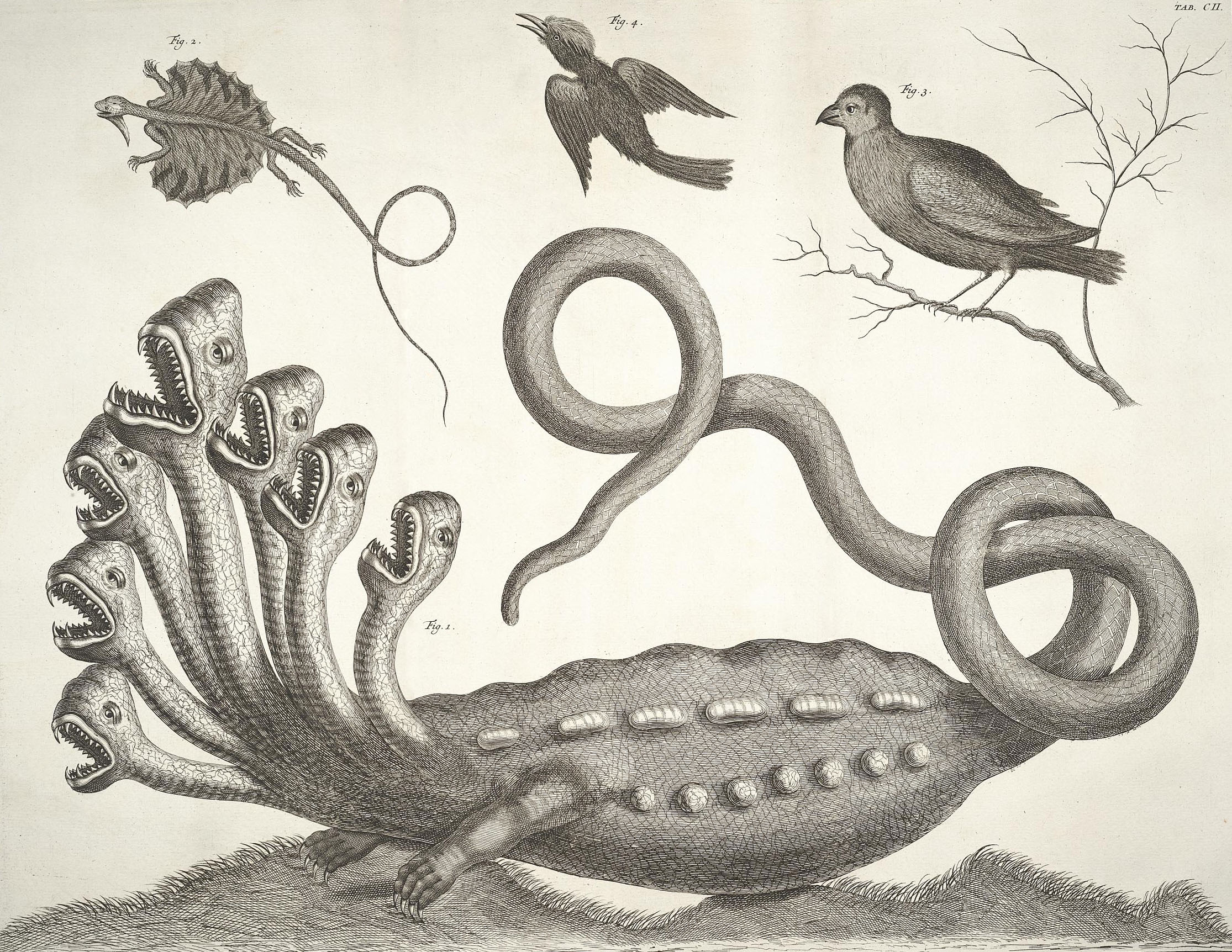
L'hidra d'Hamburg, del Thesaurus d'Albertus Seba

#### Doctorat
De retorn a Uppsala, la relació de Linné amb Nils Rosén empitjorà i acceptà àvidament una invitació de l'estudiant Claes Sohlberg per passar les vacances de Nadal a Falun amb la seva família. El pare de Sohlberg era inspector de mineria i permeté a Linné visitar les mines properes a Falun. També li suggerí que marxés amb el seu fill a Holanda per continuar educant-lo amb un sou anual. En aquella època, Holanda era un dels llocs més venerats pels especialistes en ciències naturals i un lloc habitual per als suecs per fer el doctorat. Linné, interessat en tot això, acceptà.
L'abril del 1735, Linné i Sohlberg marxaren a Holanda. Linné es doctorà en medicina a la Universitat de Harderwijk. Pel camí s'aturaren a Hamburg, on es trobaren amb l'alcalde, que orgullosament els mostrà una meravella de la natura que posseïa: les restes embalsamades d'una hidra de Lerna de set caps. Linné veié immediatament que era falsa, i que es tractava en realitat d'una col·lecció de mandíbules i potes de mosteles enganxades a pell de serp. La procedència de l'hidra feu pensar a Linné que havia estat fabricada per monjos per representar la bèstia de la revelació. Tot i que això provocà un gran disgust a l'alcalde, Linné feu públiques les seves observacions i els somnis de l'alcalde de vendre l'hidra per una suma enorme s'arruïnaren completament. Tement la seva venjança, Linné i Sohlberg marxaren ràpidament d'Hamburg.
Linné començà el seu grau immediatament després d'arribar a Harderwijk. Primer, lliurà una tesi sobre la causa de la malària que havia escrit a Suècia. A continuació, defensà la seva tesi en un debat públic. El pas següent fou un examen oral i el diagnòstic d'un pacient. En menys de dues setmanes, es graduà i es convertí en doctor a l'edat de 28 anys. A l'estiu, Linné trobà un amic d'Uppsala, Peter Artedi. Abans de marxar d'Uppsala, Artedi i Linné havien decidit que si un d'ells moria, el supervivent hauria d'acabar el treball de l'altre. Deu setmanes després, Artedi s'ofegà en un dels canals d'Amsterdam i el seu manuscrit inacabat sobre la classificació dels peixos quedà en mans de Linné a l'espera de ser acabat.

#### Publicació deSystema Naturae
Un dels primers científics coneguts per Linné a Holanda fou Jan Frederik Gronovius, a qui mostrà un dels manuscrits que havia portat amb ell des de Suècia. El manuscrit descrivia un sistema nou de classificació de les plantes. En examinar-lo, Gronovius quedà molt impressionat i s'oferí a ajudar-lo a pagar-ne la impressió. Amb una contribució monetària addicional del doctor escocès Isaac Lawson, el manuscrit fou publicat amb el títol Systema Naturae.
Linné es familiaritzà amb un dels metges i botànics més respectats d'Holanda, Herman Boerhaave, que l'intentà convèncer que fes una carrera al seu país. Boerhaave li oferí un viatge a Sud-àfrica i Amèrica, però Linné se n'excusà manifestant que no suportaria la calor. Boerhaave li suggerí visitar el botànic Johannes Burman, consell que Linné seguí. Després de la visita, Burman quedà impressionat amb el coneixement del seu convidat i decidí que Linné es podia quedar amb ell durant l'hivern. Durant la seva estada, Linné ajudà Burman amb el seu Thesaurus Zeylanicus. Burman també ajudà Linné amb els llibres en què treballava: Fundamenta Botanica i Bibliotheca Botanica.

#### George Clifford

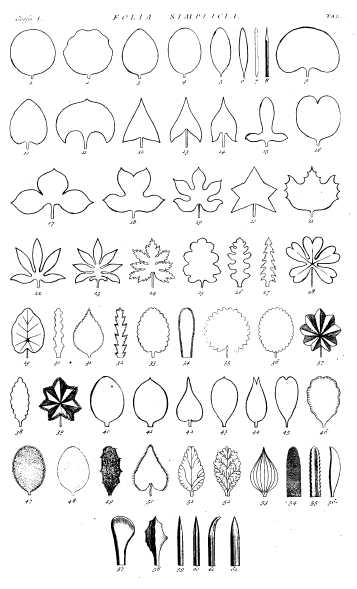
Formes de fulles de lHortus Cliffortianus

L'agost del 1735, durant la seva estada amb Burman, Linné conegué George Clifford III, director de la Companyia Holandesa de les Índies Orientals i propietari d'un variat jardí botànic a la propietat d'Hartecamp, a Heemstede. Clifford estava molt impressionat amb l'habilitat de Linné per a classificar les plantes i el convidà a convertir-se en el seu metge i conservador del jardí. Linné ja havia acceptat quedar-se amb Burman durant l'hivern i no pogué acceptar immediatament la invitació. Tanmateix, Clifford s'oferí a compensar Burman oferint-li una còpia de la Història natural de Jamaica de sir Hans Sloane, un llibre rar, si Linné acceptava quedar-se amb ell. Burman acceptà el tracte. El 24 de setembre del 1735, Linné esdevingué conservador botànic i metge personal a Hartecamp, amb llibertat per comprar qualsevol llibre o planta que necessités.
El juliol del 1736, Linné viatjà a Anglaterra amb les despeses pagades per Clifford. Anà a Londres per visitar sir Hans Sloane, un col·leccionista d'història natural propietari d'una bona col·lecció, que pogué estudiar. Una altra raó per al viatge a Anglaterra era visitar el Chelsea Physic Garden i el seu conservador Philip Miller. Presentà a Miller el seu nou sistema de subdividir plantes descrit en el Systema Naturae. Miller quedà impressionat i des d'aleshores començà a organitzar el jardí segons el sistema de Linné. Linné també viatjà a la Universitat d'Oxford per parlar amb el botànic Johann Jacob Dillenius. Fracassà en el seu objectiu, car Dillenius no acceptà públicament el seu nou sistema de classificació. Aleshores tornà a Hartecamp, portant molts espècimens rars de plantes. L'any següent, publicà Genera Plantarum, en què descrivia 935 gèneres de plantes que, poc després, fou complementat per Corollarium Generum Plantarum, amb seixanta gèneres més.
El seu treball a Hartecamp possibilità un altre llibre, Hortus Cliffortianus, un catàleg dels articles botànics de l'herbari i el jardí botànic d'Hartecamp. L'escrigué en nou mesos i el completà al juliol del 1737; finalment, fou publicat l'any 1738.
Linné romangué amb Clifford a Hartecamp fins al 18 d'octubre del 1737, quan n'abandonà la casa per tornar a Suècia. Una malaltia i l'amabilitat dels amics holandesos li permeteren passar uns mesos més a Holanda. El maig del 1738 marxà a Suècia de nou. De camí a casa s'aturà un mes a París, on visità importants botànics com Antoine de Jussieu. Després del seu retorn, Linné ja no abandonaria mai més Suècia.

### Retorn a Suècia

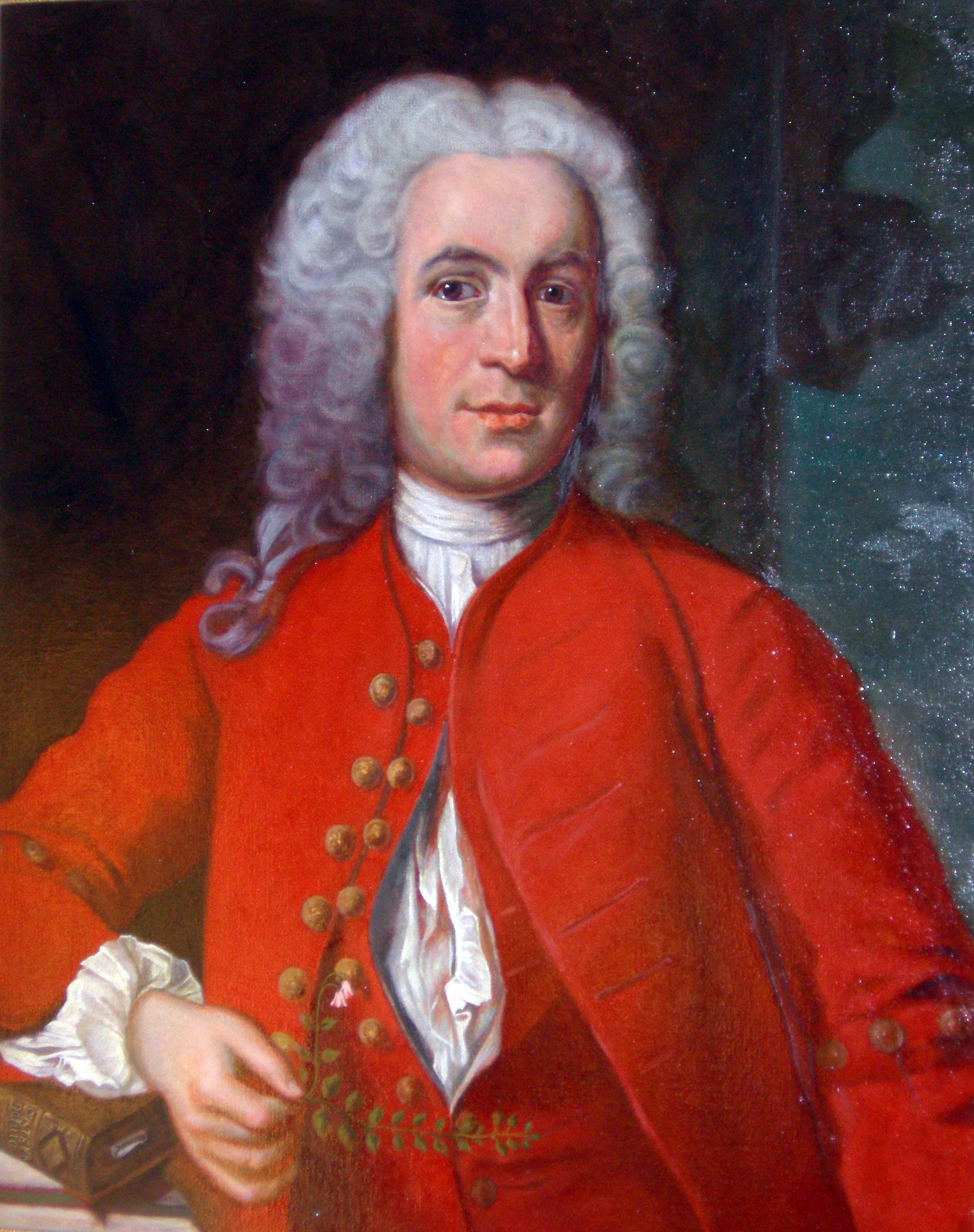
Retrat de casament de Linné

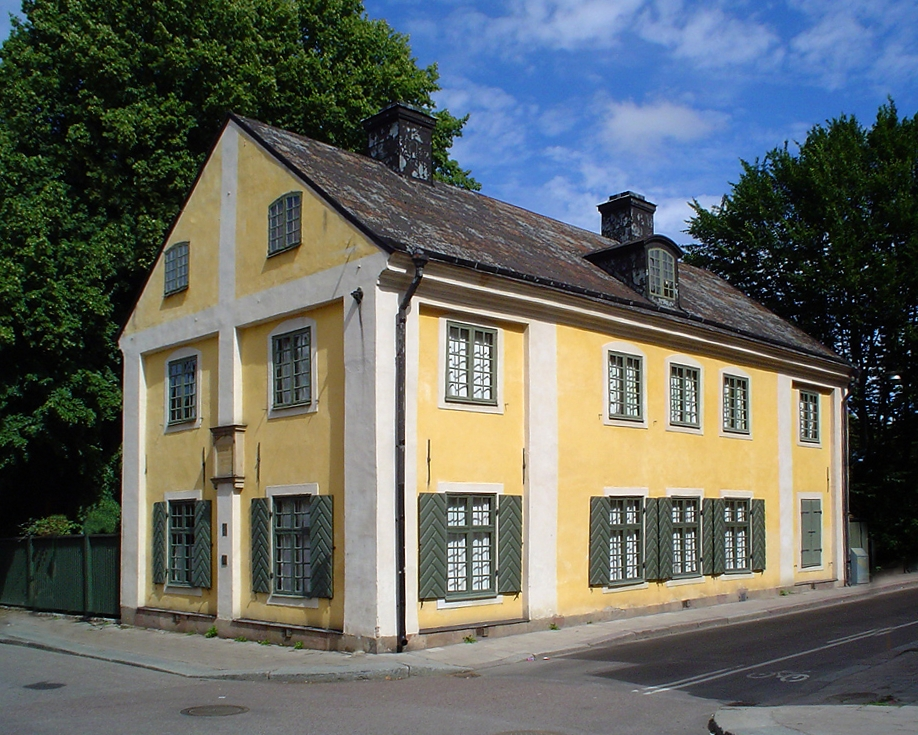
La casa dels Linné a Uppsala

El 28 de juny del 1738, tornà a Suècia i se n'anà viure a Falun, on fou contractat per Sara Elisabeth Moræa. Tres mesos més tard, es traslladà a Estocolm per trobar feina com a metge i poder mantenir una família. Una vegada més, Linné trobà un patró, el comte Carl Gustav Tessin, que l'ajudà a trobar feina com a metge a l'almirallat. Durant aquesta estada a Estocolm, Linné contribuí a fundar la Reial Acadèmia Sueca de Ciències i es convertí en el primer Praeses de l'acadèmia per sorteig.
Quan la seva economia ja era suficient per a mantenir una família, aconseguí el permís per casar-se amb Sara Elisabeth Moræa. El casament se celebrà el 26 de juny del 1739. Set mesos més tard, Sara donà a llum el seu primer fill, també anomenat Carl. Dos anys més tard nasqué una filla, Elisabeth Christina, i l'any següent tingueren Sara Magdalena, que morí al cap de quinze dies. Sara i Linné tindrien quatre fills més: Lovisa, Sara Christina, Johannes i Sophia. Johannes morí abans d'arribar als tres anys.
Al maig del 1741, Linné fou nomenat professor de medicina a la Universitat d'Uppsala, i s'encarregà inicialment d'afers relacionats amb la medicina. Aviat s'intercanvià la feina amb l'altre professor de medicina, Nils Rosén, i passà a ser el responsable del jardí botànic (que reconstruiria minuciosament i expandiria), botànica i història natural. L'octubre d'aquell mateix any, Sara i el seu fill gran, de nou anys, anaren a viure amb ell a Uppsala.

### Exploració posterior de Suècia

#### Öland i Gotland
Deu dies després de ser nomenat professor, inicià una expedició amb sis estudiants de la universitat per buscar plantes medicinals a les províncies insulars d'Öland i Gotland. Primer viatjaren a Öland, on romangueren fins al 21 de juny, i després navegaren fins a Visby, a Gotland. Es quedaren a Gotland aproximadament un mes i després retornaren a Uppsala. Durant l'expedició, trobaren unes 100 plantes encara no documentades. Les observacions de l'expedició foren posteriorment publicades en suec en Öländska och Gothländska Resa. Com en el cas de Flora Lapponica, el llibre contenia observacions tant zoològiques com botàniques, així com observacions de la cultura d'Öland i Gotland. Durant l'estiu del 1745, Linné publicà dos llibres més: Flora Suecica i Faunes Suecica. Flora Suecica era un llibre estrictament botànic mentre que Fauna Suecica era zoològic. El 1742, Anders Celsius havia creat l'escala de temperatura que porta el seu nom. Aquesta escala funcionava al revés d'avui en dia: el punt d'ebullició se situava a 0 °C i el punt de congelació a 100 °C. El 1745, Linné invertí l'escala i li donà el seu format actual.

#### Västergötland
Durant l'estiu del 1746, el govern tornà a encarregar una expedició a Linné, aquesta vegada a la província de Västergötland. El grup sortí d'Uppsala el 12 de juny i hi tornà l'11 d'agost. El principal company de l'expedició era Erik Gustaf Lidbeck, un estudiant que l'havia acompanyat en un viatge anterior. Linné descrigué els descobriments de l'expedició en el llibre Wästgöta-Resa, publicat l'any següent. Poc després, el govern li proposà una altra expedició a la província meridional d'Escània. Aquest viatge fou ajornat a causa de la feina acumulada que tenia Linné.
Els reconeixements de la seva tasca no trigarien a arribar. El 1747 rebé el títol d'arquiatre, o metge principal del rei suec Adolf Frederic, un càrrec molt destacat. El mateix any, fou elegit membre de l'Acadèmia de Ciències de Berlín.

#### Escània
A la primavera del 1749, Linné pogué viatjar finalment a Escània, un altre cop amb un encàrrec del govern. Amb ell viatjava un estudiant, Olof Söderberg. De camí a Escània, feu una visita als seus germans i germanes a Stenbrohult, que no havia vist des de la mort del seu pare l'any anterior. L'expedició era similar en molts punts als seus viatges anteriors, però aquesta vegada també se li ordenà que trobés el millor lloc de cultiu per al noguer i la moixera de Suècia, arbres que es feien servir en la indústria militar per a fabricar rifles. El viatge tingué èxit i les observacions de Linné foren publicades l'any següent en Skånska Resa.

### Rector de la Universitat d'Uppsala

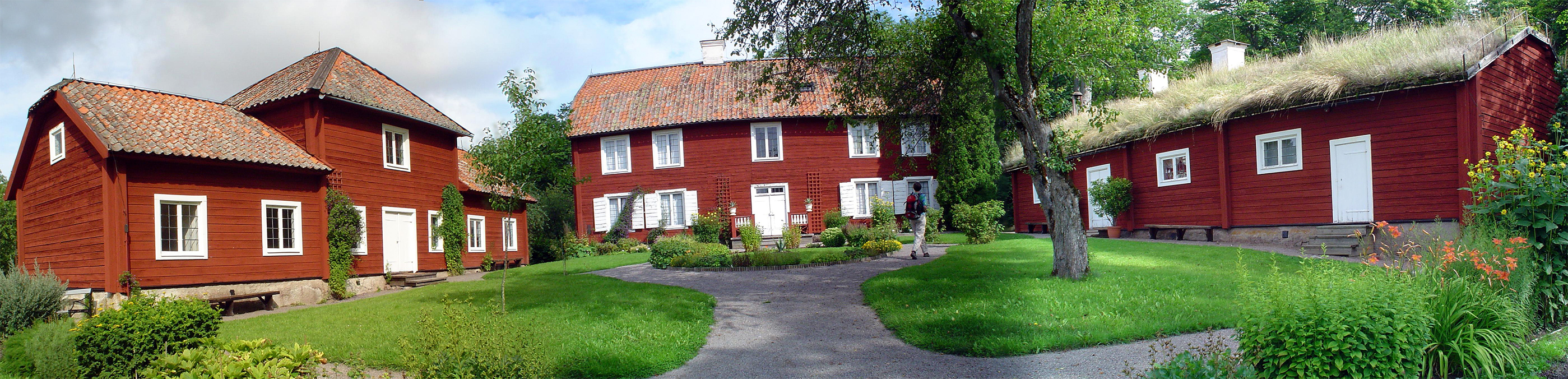
Casa d'estiu de Linné a Hammarby

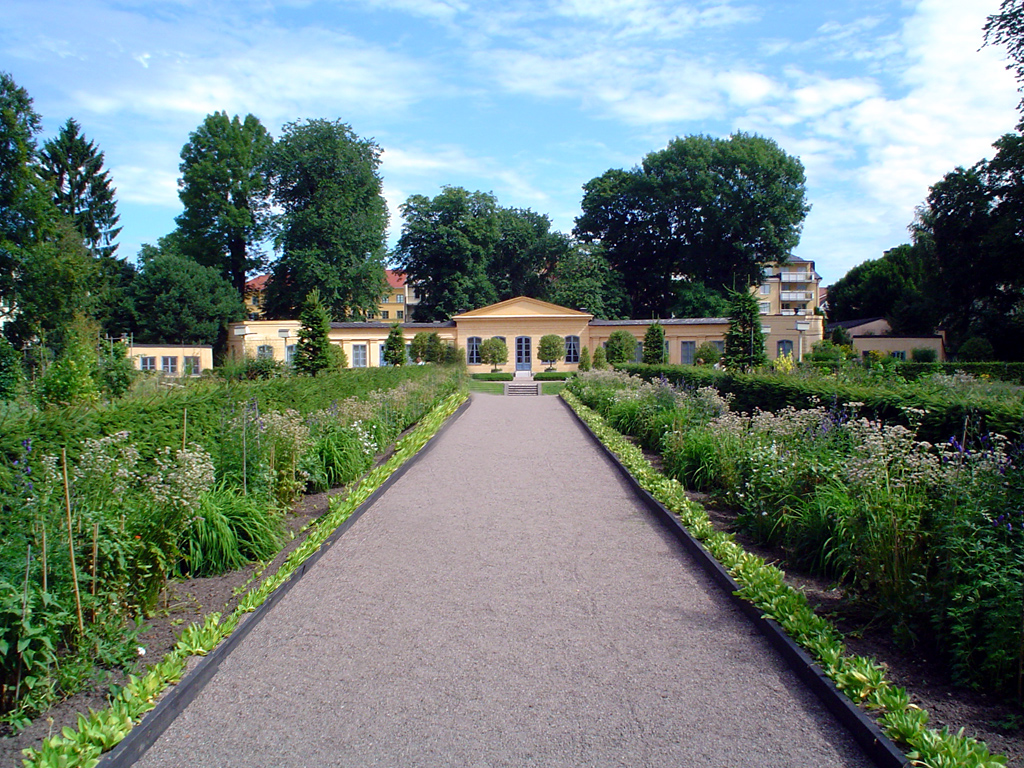
Jardí linneà

El 1750, Linné es convertí en rector de la Universitat d'Uppsala i s'inicià un període en què es valoraren especialment les ciències naturals. La contribució més important de Linné en el temps en què treballà a Uppsala foren possiblement els seus ensenyaments. Molts dels seus estudiants viatjaren arreu del món per recollir mostres botàniques. Linné anomenava els millors d'aquests estudiants apòstols seus. Les seves conferències solien ser molt populars i sovint s'impartien al jardí botànic. Intentava ensenyar els estudiants a pensar per si mateixos i no confiar en ningú, ni tan sols en ell. Fins i tot, més populars que les conferències eren les excursions botàniques que es duien a terme cada dissabte durant l'estiu. En aquestes sortides, Linné i els seus estudiants exploraven la flora i la fauna dels voltants d'Uppsala.

#### Publicació deSpecies Plantarum
Linné publicà Philosophia Botanica el 1751. El llibre contenia un estudi complet del sistema de taxonomia que havia utilitzat en treballs anteriors. També contenia informació sobre com redactar un diari de viatges i com mantenir un jardí botànic.
Dos anys després, el 1753, Linné publicà Species Plantarum, un treball acceptat internacionalment com el començament de la nomenclatura botànica moderna, juntament amb la seva gran obra anterior, Systema Naturae. El llibre, que descrivia més de 7.300 espècies, tenia 1.200 pàgines i fou publicat en dos volums. El mateix any fou nomenat cavaller de l'Orde de l'Estrella Polar pel rei. Linné fou el primer civil de Suècia a esdevenir cavaller d'aquest orde. A partir d'aleshores, fou rar el dia en què no se'l veia duent la distinció.

#### Ennobliment
Linné sentia que Uppsala era massa sorollós i insalubre i, el 1758, comprà dues granges a Hammarby i Sävja. L'any següent comprà una granja veïna a Edeby. Passava els estius a Hammarby amb la família; primer en una casa petita d'un pis que amplià el 1762 construint un nou edifici principal, més gran. Linné creà un jardí a Hammarby, on es cultivaven plantes que no es podien cultivar al jardí botànic d'Uppsala. L'any 1766, començà a construir un museu en un turó darrere d'Hammarby, on traslladà la seva biblioteca i col·lecció de plantes. La raó del trasllat fou un incendi que destruí gairebé un terç d'Uppsala i havia amenaçat la residència de Linné.
Des de la publicació inicial de Systema Naturae l'any 1735, el llibre havia estat ampliat i reimprès unes quantes vegades; la desena edició n'aparegué el 1758. Aquesta edició s'establí com a punt de partida de la nomenclatura zoològica, l'equivalent de Species Plantarum.
El 1757, el rei suec Adolf Frederic concedí a Linné el rang de noble, però no fou ennoblit fins a l'any 1761. Linnaeus prengué el nom von Linné, convertint-se en Carl von Linné. L'escut d'armes nobiliari de la família presenta, de manera prominent, una Linnaea, una de plantes favorites de Linné, que Gronovius denominà Linnaea borealis en honor seu. L'escut d'armes es divideix en terços vermell, negre i verd, en referència als tres regnes de la natura (animal, mineral i vegetal) de la classificació linneana; al centre hi ha un ou "que denota la natura, que és continuada i perpetuada in ovo".

### Darrers anys

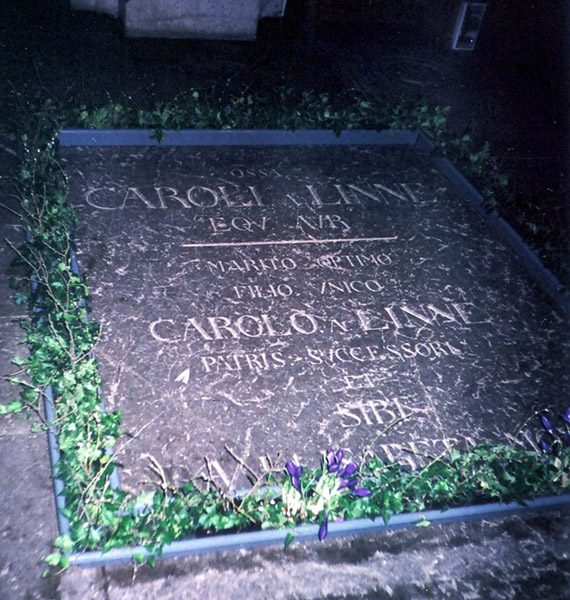
Làpida de Carl von Linné i el seu fill Carl

Linné fou rellevat de les seves obligacions a la Reial Acadèmia Sueca de Ciències el 1763, però continuà el seu treball amb normalitat durant més de deu anys. El desembre de 1772, dimití com a rector de la Universitat d'Uppsala, principalment perquè la seva salut començava a minvar. Passà uns darrers anys difícils a conseqüència del seu estat de salut. El 1764, patí una malaltia anomenada febre d'Uppsala, a la qual sobrevisqué gràcies a les cures de Rosén. Patí ciàtica el 1773 i l'any següent sofrí un atac de feridura que el deixà parcialment paralític. El 1776, patí un segon atac de feridura que li feu perdre l'ús del costat dret i li afectà la memòria. Si bé encara era capaç d'admirar les seves pròpies escriptures, no recordava ser-ne l'autor.
El desembre del 1777, a Hammarby, sofrí un nou atac de feridura que l'afeblí dràsticament fins a provocar-li la mort el 10 de gener del 1778. Malgrat el seu desig de ser enterrat a Hammarby, el 22 de gener fou enterrat a la catedral d'Uppsala.
La seva biblioteca i les col·leccions passaren a mans de la seva vídua, Sara, i els seus fills. Abans d'això, el botànic anglès sir Joseph Banks volgué comprar la col·lecció, però Carl, el primogènit, s'hi negà i la traslladà a Uppsala. Carl morí el 1783 i Sara, que sobrevisqué també al seu fill, intentà vendre-la a Banks, però el botànic ja hi havia perdut l'interès. Finalment, fou adquirida per un conegut seu, James Edward Smith, un estudiant de medicina de 24 anys que adquirí la col·lecció completa: 14.000 plantes, 3.198 insectes, 1.564 petxines, aproximadament 3.000 cartes i 1.600 llibres. Cinc anys més tard, Smith fundà la Societat Linneana de Londres.

## Apòstols

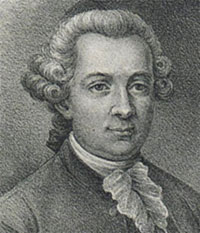
Pehr Forsskål fou un dels apòstols que tingueren un destí tràgic a l'estranger

Durant el període en què Linné fou professor i rector de la Universitat d'Uppsala, ensenyà a molts estudiants lleials, disset dels quals anomenava apòstols. Eren els estudiants més prometedors i compromesos, i tots ells dugueren a terme expedicions botàniques a diversos llocs del món, sovint amb l'ajuda de Linné. Aquesta ajuda, a vegades, es concretava en la seva influència com a rector per aconseguir un lloc en una expedició o una beca. Donava instruccions a la majoria d'apòstols sobre el que podien trobar durant els viatges. A l'estranger, els apòstols recollien i classificaven noves plantes, animals i minerals, seguint el sistema de Linné. Al final dels viatges, la majoria compartien les mostres amb ell. Gràcies a aquests estudiants, el sistema linneà de taxonomia s'anà estenent sense que Linné hagués de sortir de Suècia. El botànic britànic William T. Stearn reconegué que, sense el nou sistema de Linné, als apòstols no els hauria estat possible recollir i, encara més important, organitzar tants espècimens nous.

### Primeres expedicions
Christopher Tärnström, el primer apòstol, era un pastor de 43 anys amb esposa i fills que feu el seu viatge l'any 1746. Embarcà en un vaixell de la Companyia Sueca de les Índies Orientals en direcció a la Xina. Tärnström mai no arribà a la seva destinació, car morí d'una febre tropical a l'illa de Côn Son el mateix any. La vídua de Tärnström culpà Linné d'haver deixat orfes els seus fills. La tràgica experiència de Tärnström feu que, a partir d'aleshores, Linné preferís enviar estudiants més joves i solters. Sis altres apòstols acabarien morint en expedicions, entre els quals cal destacar Pehr Forsskål i Pehr Löfling.
Dos anys després de l'expedició de Tärnström, el finès Pehr Kalm es convertí en el segon apòstol, viatjant a Nord-amèrica. Allà passaria dos anys i mig estudiant la flora i la fauna de Pennsilvània, Nova York, Nova Jersey i el Canadà. Linné estigué molt content quan Kalm tornà amb moltes flors i llavors. Com a mínim 90 de les 700 espècies nord-americanes descrites dins l'obra Species Plantarum havien estat portades per Kalm.

### Expedicions de Cook i al Japó
Daniel Solander visqué a casa de Linné durant la seva estada a Uppsala com a estudiant. Linné li tenia afecte i li prometé la seva filla gran en matrimoni. Seguint la recomanació de Linné, Solander viatjà el 1760 a Anglaterra, on conegué el botànic anglès Joseph Banks. Junts s'uniren a l'expedició de James Cook a Oceania a bord de l'Endeavour; partiren el 1768 i tornaren el 1771. Solander no fou l'únic apòstol que viatjà amb James Cook; Anders Sparrman també anà amb ell a bord del Resolution a Oceania i Sud-amèrica durant el període 1772-1775. Sparrman faria posteriorment moltes altres expedicions, una d'aquestes a Sud-àfrica.
L'apòstol més famós i reeixit fou possiblement Carl Peter Thunberg, que el 1770 embarcà en una expedició que duraria nou anys. Es quedà tres anys a Sud-àfrica i després viatjà al Japó. Tots els estrangers al Japó estaven obligats a romandre a l'illa de Dejima, a prop de Nagasaki, i Thunberg ho trobà difícil per estudiar la flora. Tanmateix, aconseguí convèncer alguns traductors perquè li portessin diferents plantes, i també estudià espècimens trobats als jardins de Dejima. Malauradament per a Linné, no tornà a Suècia fins al 1779, un any després de la seva mort.

## Taxonomia

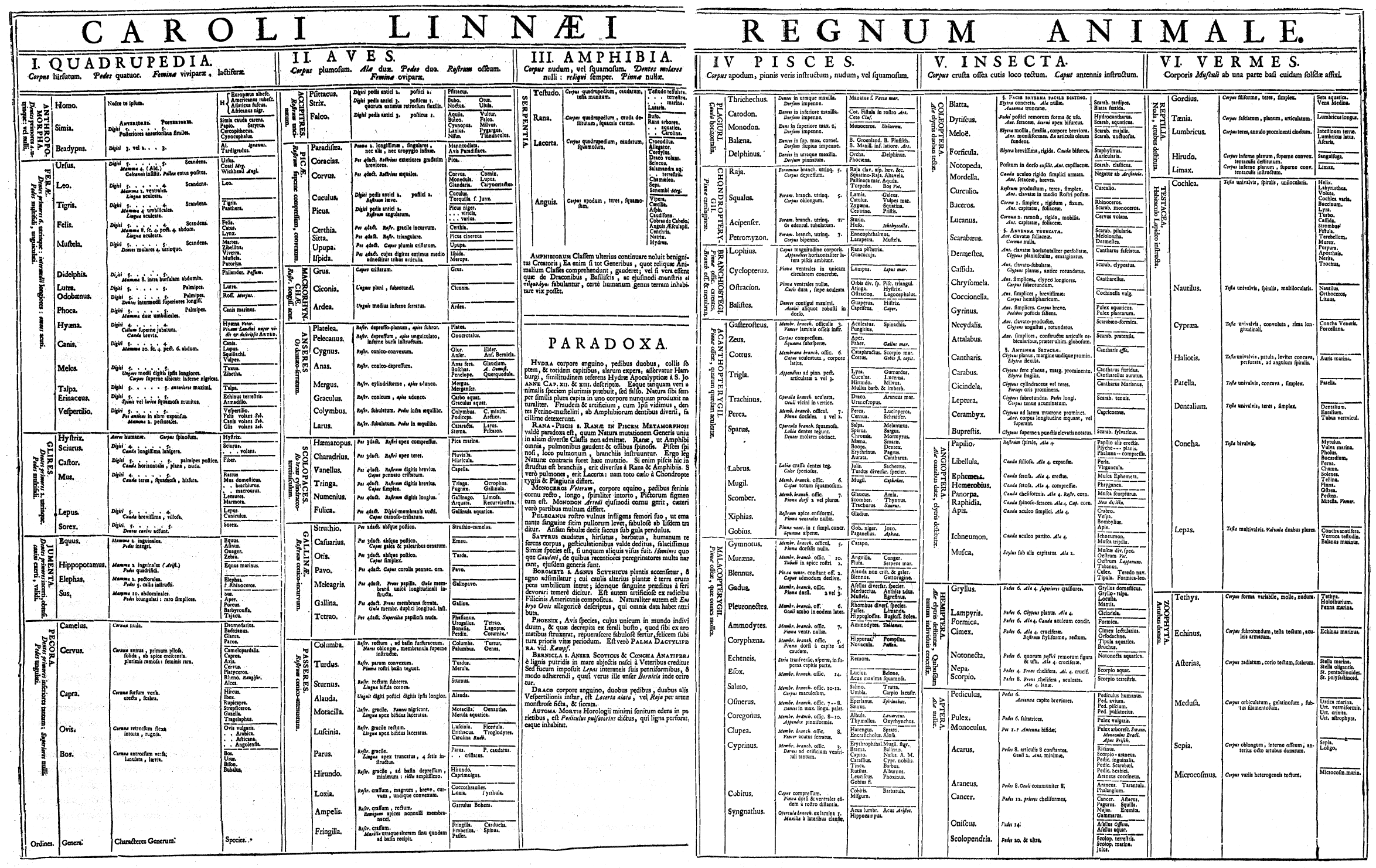
Classificació del regne animal en la primera edició de Systema Naturae. Observeu l'absència de fílums i ordres, la classificació conjunta de rèptils i amfibis en la classe Amphibia, la de tots els artròpodes en la classe Insecta i l'existència d'una única classe, Vermes, per tots els altres invertebrats, entre els quals hi ha una família anomenada Reptilia (en llatí, els animals que repten o s'arrosseguen) que inclou des de les tènies fins als anèl·lids i els llimacs, però no els cargols

Linné és considerat el creador de la classificació dels éssers vius o taxonomia, amb el benentés del sentit il·lustrat del terme car Aristòtil ja proposà un sistema de classificació dels éssers vius en la seva Historia animalium més de dos mil·lennis abans que Linné. Desenvolupà un sistema de nomenclatura binomial (1731) que es convertiria en clàssic, basat en l'ús d'un primer terme amb la primera lletra escrita en majúscula, per a indicar el gènere, i una segona part, corresponent al nom específic de l'espècie descrita, escrita en lletra minúscula. D'altra banda, agrupà els gèneres en famílies, les famílies en classes i les classes en regnes. Amb anterioritat als seus treballs, ja hi havia hagut intents d'introduir un cert ordre en l'aparent confusió que suposa la ingent proliferació d'éssers vius. El primer que intentà establir una classificació fou J. P. de Tournefort (1656-1708) mitjançant la introducció d'un sistema de classificació natural basat en la "realitat objectiva de les espècies, els gèneres i les classes". Gairebé simultàniament, John Ray redactà la seva obra monumental Historia plantarum generalis (1686-1704), en la qual intentà distribuir de manera racional les plantes i definir amb precisió el concepte d'espècie amb l'establiment de les seves relacions amb una comunitat original.
Els treballs de Tournefort i John Ray trobaren continuïtat en les investigacions inicials de Linné en el camp de la botànica, que se centraren en l'estudi dels estams i els pistils, i que l'induïren a pensar que podia introduir una nova i millor classificació de les plantes, basada en l'estudi del seu aparell reproductor. No obstant això, en tenir en compte únicament el caràcter de la flor, el sistema resultava massa artificial, fins i tot per al mateix autor. Aquest problema quedà solucionat amb la introducció de l'anomenada classificació binària, que utilitzà per a tipificar i classificar més de 8.000 espècies animals i 6.000 vegetals.
També fou el primer científic a utilitzar els símbols de l'escut i la llança de Mart i l'espill de Venus per a indicar, respectivament, mascle ♂ i femella ♀. La publicació de la seva obra Les espècies de les plantes (Species plantarum) el 1753 es considera l'inici oficial de l'aplicació de la nomenclatura moderna en biologia. Defensor del fixisme i la immutabilitat de les espècies i, per tant, contrari a la idea de l'evolució, Linné considerava que totes havien estat creades per separat a l'inici dels temps.

## Principals publicacions

### Systema Naturae

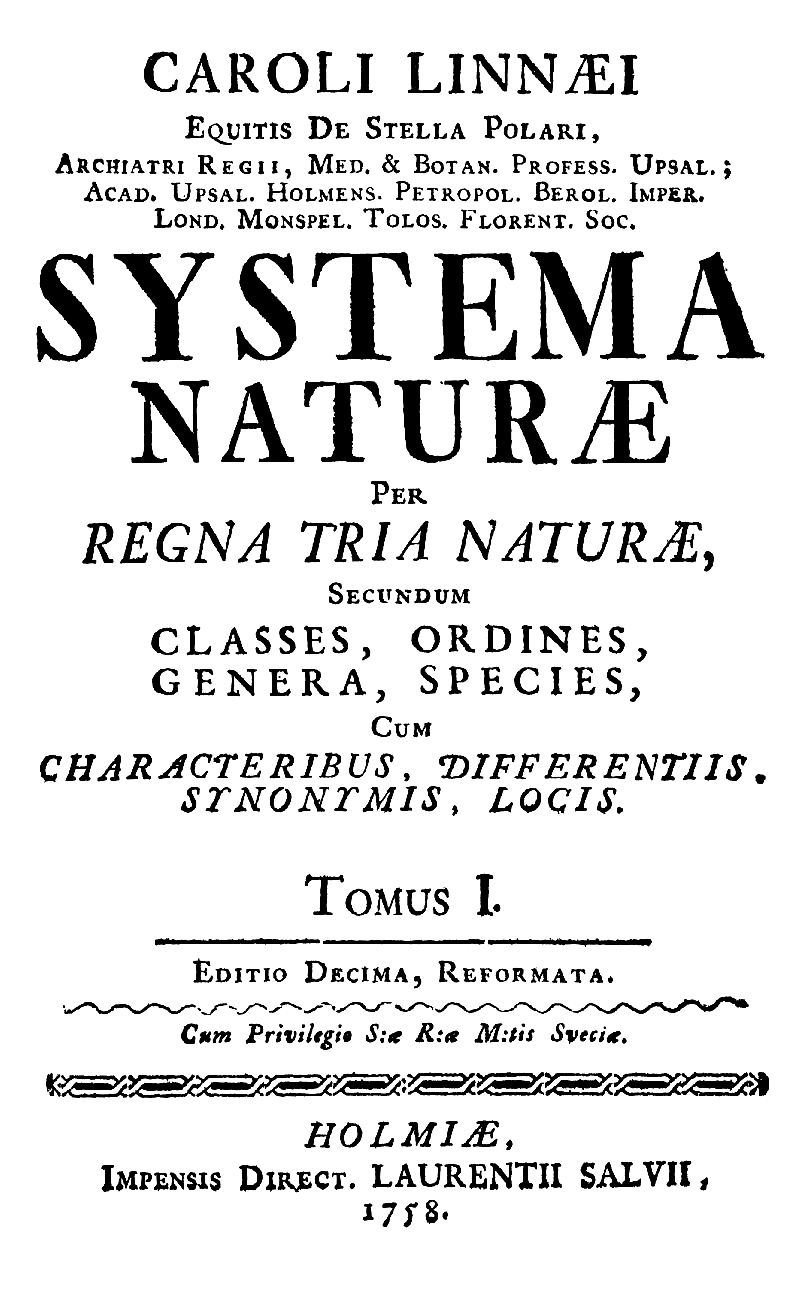
Portada de l'edició de 1758 de Systema Naturæ

La primera edició de Systema Naturae fou impresa a Holanda el 1735. Es tractava d'un treball de dotze pàgines. En assolir la 10a edició (1758), contenia 4.400 espècies d'animals i 7.700 espècies de plantes classificades. En aquesta, els noms difícils de manejar i molt utilitzats, com ara Physalis annua ramosissima, ramis angulosis glabris, foliis dentato-serratis, foren complementats amb el concís i ara familiar "binomi", compost pel nom genèric seguit per un epítet específic -en aquest exemple, Physalis angulata. Aquests binomis podien servir com a etiqueta per a referir-se a l'espècie. El sistema possibilitava una taxonomia disposada de manera senzilla i ordenada. Encara que el sistema, actualment conegut com a nomenclatura binomial, havia estat desenvolupat pels germans Bauhin (Gaspard Bauhin i Johann Bauhin) gairebé 200 anys abans, Linné fou el primer a usar-lo consistentment al llarg de la seva obra, també en gèneres monoespecífics, i es pot dir que el popularitzà al si de la comunitat científica.
Linné anomenà tàxons basant-se en el sentit comú; per exemple, els éssers humans són Homo sapiens. També feu una breu descripció d'una segona espècie humana, Homo troglodita. Aquest nom es basava en una imatge i una descripció fetes per Bontius el 1658; la imatge es referia a una dona d'Indonèsia o Malàisia i la descripció a un orangutan. El grup dels mamífers deu el nom a les seves glàndules mamàries, car una de les característiques definitòries dels mamífers és que alleten les cries.

### Species Plantarum
Species Plantarum (o, més específicament, Species Plantarum, exhibentes plantas rite cognitas, ad genera relatas, cum differentiis specificis, nominibus trivialibus, synonymis selectis, locis natalibus, secundum systema sexuale digestas) fou publicat per primera vegada el 1753 com una obra en dos volums. La seva gran importància rau en el fet que és el principal punt de partida de la nomenclatura botànica tal com existeix avui en dia.
El 1754 Linné dividí el regne vegetal en 25 classes. Una d'aquestes, les Cryptogama, incloïa totes les plantes amb parts reproductives ocultes (algues, fongs, molses i líquens i falgueres).

#### Genera Plantarum
Genera plantarum: eorumque characteres numerum secundum Naturals, figuram, situm, et partium proportionem omnium fructificationis fou publicat per primera vegada el 1737 amb il·lustracions dels gèneres de les plantes. La seva sisena edició fou publicada el 1764.

#### Systema Plantarum
Systema Plantarum fou una obra publicada pòstumament el 1779, que integra els aspectes botànics de Systema Naturae amb Species Plantarum (i, de facto, Genera Plantarum) per fer una obra completa. En realitat, aquesta obra era la quarta edició de Species Plantarum. Precedí un treball titulat Supplementum Plantarum publicat per Carl von Linné el Jove, el 1782.

### Altres publicacions
(la data indica la primera edició)
- Praeludia sponsaliarum plantarum (1729)
- Fundamenta botanica quae majorum operum prodromi instar theoriam scientiae botanices per breves aphorismos tradunt (1732)
- Systema Naturae (1735)
- Fundamenta botanica (1735)
- Bibliotheca botanica (1736) [Bibliotheca botanica recensens libros plus mille de plantis huc usque editos secundum systema auctorum naturale in classes, ordines, genera et species]
- Critica botanica (1736)
- Genera plantarum (Ratio operis) (1737)
- Corollarium generum plantarum (1737) en Gallica
- Flora lapponica (1737) [Flora lapponica exhibens plantas per Lapponiam Crescentes, secundum Systema Sexuale Collectas in Itinere Impensis]
- Ichthyologia (1738), en què Linné publica els treball del seu col·lega i amic Peter Artedi, mort accidentalment
- Classes plantarum a la Biblioteca Augustana
- Hortus Cliffortiana (1738)
- Flora suecica (1745)
- Fauna suecica (1746)
- Hortus Upsaliensis (1748)
- Philosophia botanica (1751)
- Species plantarum (1753)
- Flora anglica (1754)
- Animalium specierum, Leyde: Haak, (1759)
- Fundamentum fructificationis (1762)
- Fructus esculenti (1763)
- Fundamentorum botanicorum partes I et II (1768)
- Fundamentorum botanicorum tomoi (1778)

## Visió filosòfica

### Visió sobre la humanitat
Segons el biòleg alemany Ernst Haeckel, les preguntes sobre l'origen de l'ésser humà sorgiren amb Linné. Contribuí al desenvolupament de la futura investigació sobre la història natural de l'ésser humà descrivint els humans tal com descrivia qualsevol altre vegetal o animal. Linné fou el primer a situar els humans en un sistema de classificació biològica. En la primera edició del Systema Naturae, ubicà els humans entre els primats com a Homo sapiens. Durant la seva estada a Hartecamp, tingué l'oportunitat d'examinar uns quants micos i identificar unes quantes semblances entre aquests i l'ésser humà. Assenyalà que les dues espècies tenen la mateixa anatomia bàsica i no hi trobà cap altra diferència tret de la parla. Per tant, classificà l'ésser humà i els micos sota la mateixa categoria, Antromorpha, que significa 'forma humana'. Aquesta classificació fou criticada per altres botànics com Johan G. Wallerius i Jacob Theodor Klein, que sostenien que no es podia classificar els humans sota la categoria de "forma humana". També els preocupava posar-los al mateix nivell que als micos, car deien que rebaixava l'ésser humà des d'una posició espiritualment superior. Aquesta classificació també suposava un problema per als religiosos. La Bíblia diu que l'ésser humà fou creat a imatge de Déu i, si es relacionaven els micos amb els humans, s'havia d'interpretar que els micos també eren la imatge de Déu. Això era quelcom que pocs podien acceptar.
Després d'aquesta crítica, Linné entengué que havia d'explicar-se més clarament. En la desena edició de Systema Naturae introduí nous termes, incloent-hi Mammalia i Primates, aquest últim en substitució d'Antromorpha. La nova classificació rebé menys crítiques, però molts historiadors naturalistes encara sentien que l'ésser humà havia estat degradat, car en la posició anterior ocupava un lloc des d'on governava la natura, en lloc de formar-ne part. Però Linné creia que l'ésser humà, biològicament, pertanyia al regne animal i, per tant, calia classificar-l'hi. En el seu llibre Dieta Naturalis deia:
| « | No s'hauria de descarregar la ira sobre els animals; la teologia decreta que l'ésser humà té ànima i que els animals són simples autòmats mecànics, però crec que seria millor recomanar que els animals tinguin ànima i que la diferència hi sigui la noblesa. | » |

Linné també afegí totes les espècies humanes en Systema Naturae, com Homo troglodita o humà de les cavernes. La majoria d'aquestes espècies humanes noves es basaven en mites o relats de gent que afirmava haver vist quelcom de similar a un humà. La majoria d'aquests contes eren acceptats científicament i les primeres edicions de Systema Naturae incloïen molts animals mítics, com ara l'hidra, el fènix, el sàtir i l'unicorn. Linné els situava dins la categoria Paradoxa. Segons l'historiador suec Gunnar Broberg, ho feu per oferir una explicació natural i desmitificar el món de la superstició. N'és un exemple que Linné no es conformava només a classificar les criatures vivents, sinó que també intentava esbrinar, per exemple, si existia realment Homo troglodita, per la qual cosa demanà a la Companyia Sueca de Comerç de l'Índia Oriental que li'n busqués un exemplar. Tanmateix, no trobaren proves de la seva existència. Broberg creu que les noves espècies humanes descrites per Linné eren, de fet, micos o habitants nadius que es vestien amb pells per espantar els colonitzadors, i que els relats havien estat exagerats abans de ser contats a Linné.
El 1771, Linné publicà un altre nom per a un primat no humà, que situà dins el gènere Homo i anomenà Homo lar; actualment s'anomena Hylobates lar.

## Honors
Els aniversaris del naixement de Linné, particularment els centenaris, han estat commemorats amb grans celebracions. El 1870, s'organitzaren esdeveniments a Suècia que incloïen les filles de Linné i apòstols com ara Afzelius, que en aquell temps era el màxim responsable de l'Institut Linneà. Un segle més tard, les celebracions del bicentenari s'estengueren pel món i foren encara més grans a Suècia. La Universitat d'Uppsala concedí doctorats honoris causa a Ernst Haeckel, Francis Darwin i Selma Lagerlöf, entre d'altres. Els memorials foren tan nombrosos que els periodistes se'n cansaren i publicaren caricatures del preuat Linné. El 1917, el 210è aniversari del naixement de Linné, es formà la Societat Linneana Sueca, que procedí a restaurar el jardí Linneà, que havia quedat abandonat. El 2007, se celebrà el tricentenari del seu naixement. Aquell any, es produí un documental titulat Expedition Linnaeus, amb l'objectiu de conscienciar el públic de la importància de respectar la natura.
El 1986, s'introduí un nou bitllet de 100 corones sueques en honor de Carl von Linné. Al dors, apareix el botànic i de fons un esbós del seu jardí a Uppsala, dibuixos de plantes pol·linitzades del seu llibre Præludia Sponsaliarum Plantarum (1729), i la seva divisa en microtext, que diu OMNIA MIRARI ETIAM TRITISSIMA ('Descobreix meravelles arreu, fins i tot als llocs més comuns'). Al revers del bitllet, apareix una abella pol·linitzant una flor. Aquesta imatge ha estat creada utilitzant una fotografia de Lennart Nilsson amb un fons que mostra imatges estilitzades de la fertilització de les flors i la reconstrucció de com es veuria una flor amb els ulls compostos d'un insecte.
La Societat Linneana de Nova Gal·les del Sud atorga una beca per a estudiants de botànica, zoologia o geologia de la Universitat de Sydney.
L'asteroide 7412 Linné i el cràter lunar Linné s'anomenen així en honor seu, igual que l'espècie Solanum linneanum i el gènere Linnaea.
La Societat Linneana de Londres ha atorgat la Medalla de Linné a l'excel·lència en botànica o zoologia des del 1888. Des del 1978, en commemoració del 200è aniversari de la mort de Linné, atorga la medalla del bicentenari en reconeixement de treballs de biòlegs de menys de quaranta anys.
La Universitat de Växjö i el Col·legi de Kalmar es fusionaren l'1 de gener del 2010 per formar la nova Universitat Linné. Aquesta universitat té dos campus, l'un a Växjö i un altre a Kalmar. La fusió en fou aprovada pel Parlament de Suècia.

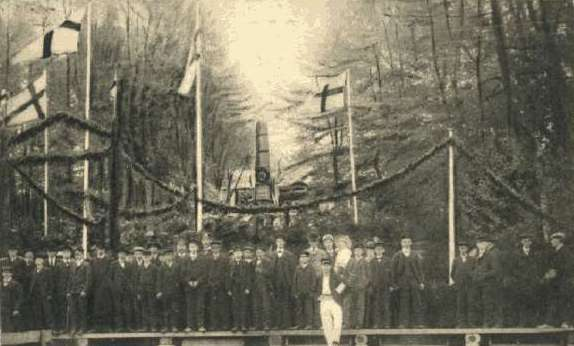
Celebració a Råshult, 1907
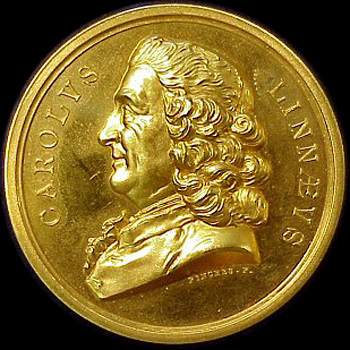
La Medalla Linneana
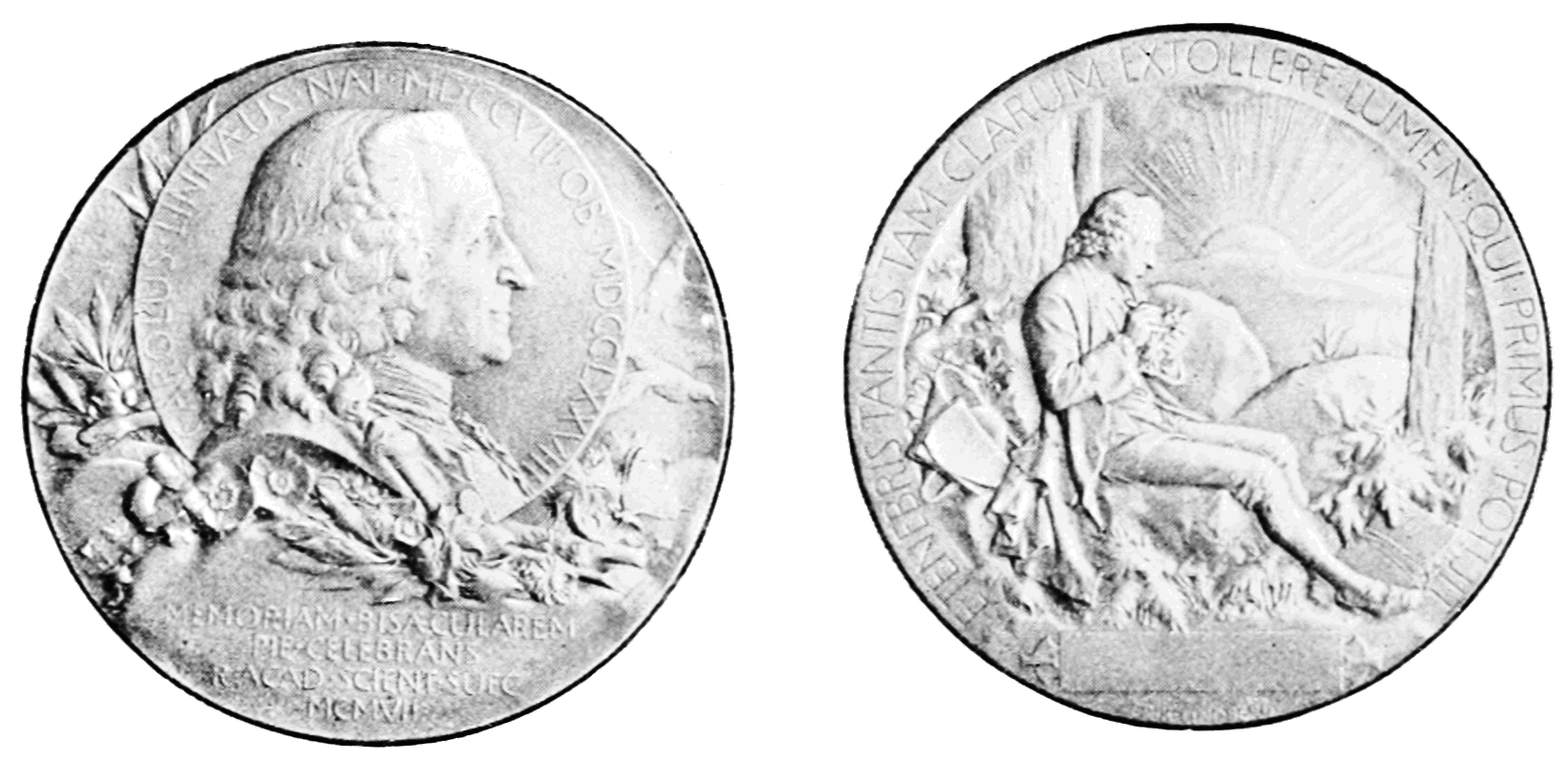
Medalla honorífica de Linné en la celebració del 200 aniversari del seu naixement
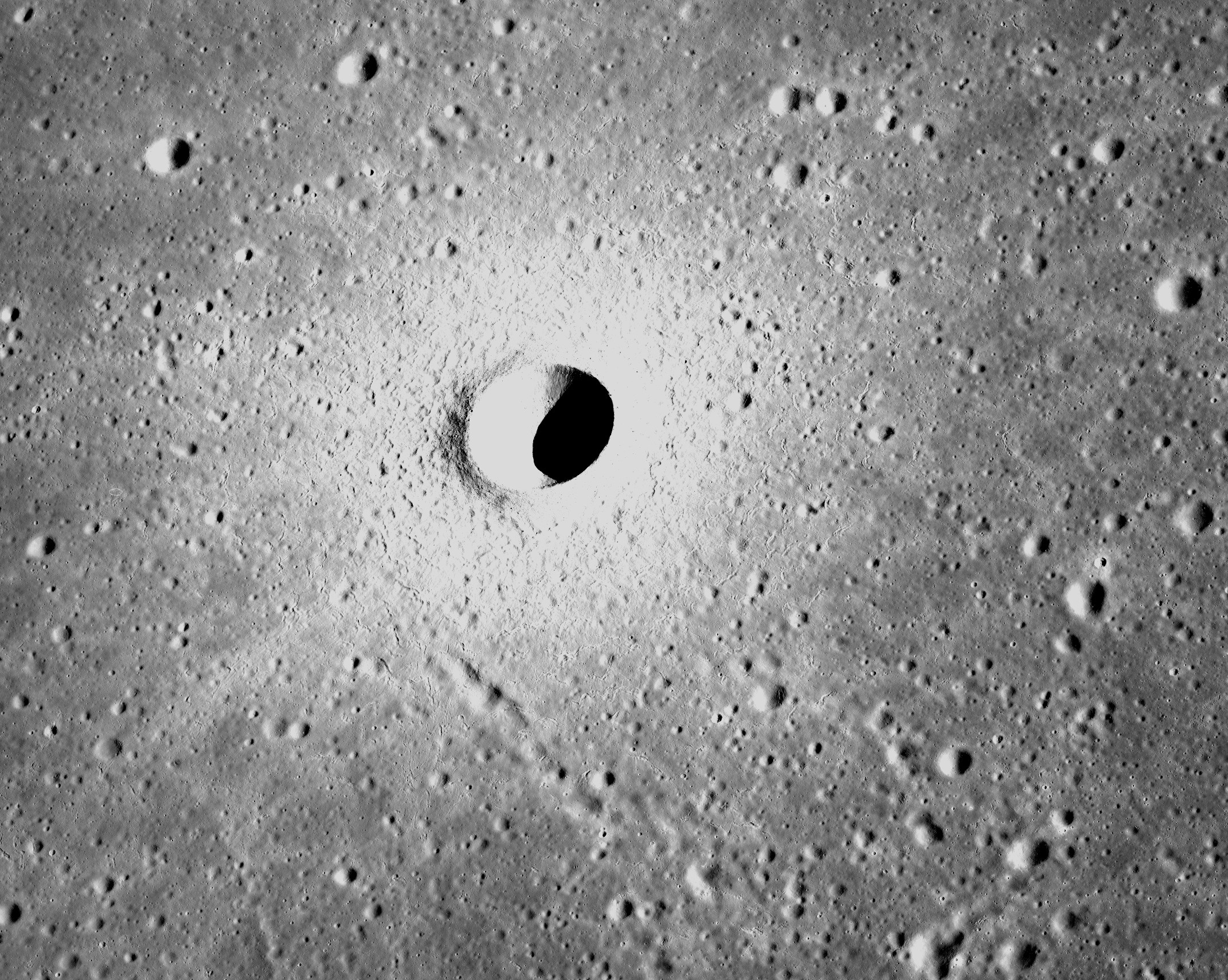
El cràter Linné a la Lluna